# Адем Демачи
Адем Демачи (алб. Adem Demaçi; Подујево, 26. фебруар 1936 — Приштина, 26. јул 2018) био је албански политичар и књижевник са Косова и Метохије.

## Детињство и младост
Студирао је књижевност, право и образовање у Приштини, Београду и Скопљу. Током 1950-их објавио је низ кратких прича са наглашеним друштвеним коментарима у часопису Jeta e re (срп. Нови живот), као и роман из 1958. године под називом Gjarpijt e gjakut (срп. Крвне змије), истражујући крвне освете на Косову и Метохији и Албанији. Ово дело донело му је књижевну славу. 1963. основао је нелегалну организацију Револуционарни покрет за заједницу Албанаца.
Први пут је ухапшен због свог великоалбанског национализма 1958. године, издржавајући три године затвора. Поново је био у затвору 1964—1974. и 1975–1990. Из затвора је изашао након амнестије Председништва СФРЈ 21. априла 1990. године.
Године 2010. одликован је орденом Херој Републике Косово.

## Политичка каријера
Након пуштања на слободу, био је председавајући Савета за одбрану људских права и слобода народа Косова од 1991. до 1995. године. Такође је био главни уредник Зери, часописа са седиштем у Приштини, од 1991. до 1993. Године 1991. добио је награду Европског парламента Сахаров за слободу мисли.
Политички се активирао 1996. године, заменивши Бајрама Косумија као председника Парламентарне партије Косова; Косуми је постао његов потпредседник. За то време, предложио је конфедерацију држава која би се састојала од Косова и Метохије, Црне Горе и Србије (тзв. Балканија). Његова прошлост политичког затвореника дала му је кредибилитет међу косовским Албанцима, али његово деловање у вођству странке обележило је фракционализам и недостатак акције.
Две године касније, придружио се Ослободилачкој војсци Косова (ОВК), као шеф њеног политичког крила. У интервјуу за The New York Times 1998. године, одбио је да осуди насиље ОВК-а, наводећи да „пут ненасиља није нигде одвео. Људи који живе под таквом врстом репресије имају право на отпор.” Године 1999. поднео је оставку из ОВК након што је присуствовао мировним преговорима у Француској, критикујући предложени споразум зато што не гарантује независност Републике Косово. Извори су изјавили да је Демачи био отуђен од млађег, прагматичнијег руководства ОВК, оставивши га „суоченог са одлуком о скоку у амбис или чекању да буде гурнут”.
Иако је његова супруга напустила Косово и Метохију пре рата, током читавог рата на Косову и Метохији остао је у Приштини са својом 70-годишњом сестром. Био је критичан према Ибрахиму Ругови и другим албанским лидерима који су побегли од сукоба, наводећи да пропуштају важан историјски догађај. Власти СРЈ ухапсили су Демачија два пута.
Након рата, био је директор Радио-телевизије Косова до јануара 2004. године. Остао је активан у политици, повезан са Албином Куртијем, шефом националистичког покрета Самоопредељење.

## Смрт
У 82. години живота, Демачи је умро 26. јула 2018. године у Приштини. Његову смрт власти Републике Косово обележили су тродневном националном жалошћу. Дана 28. јула 2018. године Демачи је сахрањен на гробљу палих бораца у Приштини, уз церемонији „државне” сахране.